# 133 Dywizja Strzelecka (ZSRR)
133 Dywizja Strzelecka (ros. 133-я стрелковая дивизия) – związek taktyczny (dywizja piechoty) Armii Czerwonej z okresu II wojny światowej.
133 Dywizja Strzelecka (133 DS) w czasie ataku wojsk III Rzeszy i ich sojuszników w 1941 uczestniczyła w walkach odwrotowych. Wchodziła wówczas w skład 53 Korpusu Strzeleckiego. Następnie brała udział w bitwie o Moskwę. W nagrodę za odwagę i bohaterstwo żołnierzy służących w 133 DS w dniu 17 marcu 1942 jednostka została przekształcona w 18 Gwardyjską Dywizję Strzelecką.
Ponowne sformowanie jednostki o nazwie 133 Dywizja Strzelecka nastąpiło w lipcu 1942 w oparciu o 56. Brygadę Strzelców. 133 DS liczyła około 14 000 żołnierzy pochodzących z ponad 20 narodów. Około 70% stanu 133 DS stanowili Rosjanie, 8% Ukraińcy a pozostałe 22% pozostałe narodowości. 133 DS odznaczona została Orderem Czerwonego Sztandaru, Orderem Suworowa i Orderem Bohdana Chmielnickiego.
Szlak bojowy 133 Dywizji Strzeleckiej w walce z armią niemiecką prowadził z rejonu Rżewa przez Kijów, rumuńskie Gurghiu, Miszkolc i Brno, a zakończył się prawie pod Pragą.

## Dowódcy dywizji
Dowódcy 133 DS (I formowanie)
- Wasilij Szwiecow (15.09.1939 – 10.12.1941)
- Siergiej Iowlew (11.12.1941 – 31.12.1941)
- Fiodor Zacharow (31.12.1941 – 31.03.1942)

Dowódcy 133 DS (II formowanie)
- płk Iwan Ragulia (24.07.1942 – 28.08.1942)
- płk Nikolai Krymski (24.09.1942 – 18.12.1942)
- Władimir Biełodied (01.03.1944 – 30.04.1944)
- Dmitrij Gruzdiew (01.04.1944 – 30.04.1944)
- Iwan Dubrowin (01.10.1944 – 30.11.1944)
- Michaił Sażin (13.11.1944 – 11.05.1945)[3].

## Struktura organizacyjna
- 418 Pułk Strzelecki
- 521 Pułk Strzelecki
- 681 Pułk Strzelecki
- 400 Pułk Artylerii[2].